# Cookie (film, 1989)
Pour les articles homonymes, voir Cookie.
Pour plus de détails, voir Fiche technique et Distribution.
Cookie est un film américain réalisé par Susan Seidelman et sorti en 1989.

## Synopsis
En sortant de prison où il a passé 13 ans, Dino (Peter Falk) cherche à se venger de son ancien associé. Il renoue avec sa fille Cookie et en fait son chauffeur et sa partenaire dans son plan.

## Fiche technique
- Réalisation : Susan Seidelman
- Scénario : Nora Ephron, Alice Arlen
- Production :  Lorimar Film Entertainment
- Photographie : Oliver Stapleton
- Musique : Thomas Newman
- Montage : Andrew Mondshein
- Lieu de tournage : New Jersey
- Durée : 94 min
- Distribution : Warner Bros.
- Dates de sortie: 
  - France : mai 1989 (Festival de Cannes)
  - France : 2 août 1989
  - États-Unis :23 août 1989

## Distribution
- Emily Lloyd (VF : Kelvine Dumour) : Carmela "Cookie" Voltecki
- Peter Falk (VF : Serge Sauvion) : Dominick "Dino" Capisco, le père de Cookie
- Dianne Wiest (VF : Elisabeth Wiener) : Lenore Voltecki, la mère de Cookie
- Brenda Vaccaro (VF : Michèle Bardollet) : Bunny Capisco, l'épouse de Dino
- Adrian Pasdar (VF : Bernard Gabay) : Vito, un homme de main de Dino
- Michael V. Gazzo (VF : Georges Atlas) : Carmine Tarantino
- Lionel Stander (VF : Pierre Garin) : Enzo Della Testa
- Jerry Lewis (VF : Francis Lax) : Arnold Ross
- Joe Mantello (VF : Julien Kramer) : Dominick Tarantino, le fils de Carmine
- Bob Gunton (VF : Jean-Luc Kayser) : Richie Segretto
- Benjamin Rayson (VF : William Sabatier) : Henry Solomon, l'avocat de Dino
- Ricki Lake : Pia, une amie de Cookie
- Joy Behar : Dottie
- David Wohl (VF : Denis Boileau) : Alvin Diamond